# Demokracja Liberalna (Francja)
Demokracja Liberalna (fr. Démocratie libérale, DL) – francuska liberalna partia polityczna, działająca w latach 1997–2002.

## Historia
Ugrupowanie powstało w 1997 na skutek przekształcenia Partii Republikańskiej, działającej w ramach federacyjnej Unii na rzecz Demokracji Francuskiej. Na jej czele stanął były minister Alain Madelin, pełniący funkcję przewodniczącego republikanów.
W mau 1998 liberałowie zadecydowali o wystąpieniu z UDF. Grupa kwestionujących tę decyzję działaczy powołała wówczas własne ugrupowanie pod nazwą PRIL, które kontynuowało współpracę z centrystami. Demokracja Liberalna powołała w Zgromadzeniu Narodowym własny 30-osobowy klub parlamentarny, w trakcie kadencji dołączyło do niego kilkunastu kolejnych posłów. Rok później wzięła udział w wyborach do Parlamentu Europejskiego w ramach wspólnej listy ze Zgromadzeniem na rzecz Republiki. Uzyskała cztery mandaty eurodeputowanych, którzy przystąpili do frakcji Europejskiej Partii Ludowej i Europejskich Demokratów.
Alain Madelin zdecydował się wystartować w wyborach prezydenckich w 2002. Jednak ponad 30 deputowanych już przed pierwszą turą podpisało apel wzywający do poparcia ubiegającego się o reelekcję Jacques'a Chiraca. Lider DL w głosowaniu otrzymał 3,9% głosów. Demokracja Liberalna przystąpiła następnie do Unii na rzecz Większości Prezydenckiej, z ramienia której startowała w wyborach parlamentarnych w czerwcu tego samego roku. W maju 2002 jej przedstawiciel Jean-Pierre Raffarin stanął na czele nowego rządu.
21 września 2002 konwencja krajowa partii zdecydowała o jej rozwiązaniu i akcesie do nowo utworzonej Unii na rzecz Ruchu Ludowego.